# Копривщенска овца
Копривщенска овца е българска порода овце с предназначение добив на вълна, мляко и месо.

## Разпространение
Породата е разпространена в стопанства в селища намиращи се във високите полета на Средна гора и полите на Стара планина предимно в общините Копривщица, Пирдоп и Панагюрище. Името ѝ произлиза от град Копривщица, в района на който посредством народна селекция е създадена породата.
Към 2008 г. броят на представителите на породата е бил 1137 индивида.
Рисков статус – уязвима.

## Описание
Главата е сравнително малка с права профилна линия и зарунена до очната линия. Мъжките и женските са предимно безроги, но има и такива със слабо развити рога. Опашката достига под скакателните стави.
Руното е предимно затворено. Основно цветът на вълната е бял, но при около 40% от овцете вълната е тъмнокафява. Главата и краката са с цвета на руното. Срещат се и животни с бели лица и петна по тях.
Овцете са с тегло 42 – 55 kg, а кочовете 75 – 95 kg. Средният настриг на вълна е 2,9 – 4 kg при овцете и 4 – 6,5 kg при кочовете. Плодовитостта им е 125 – 140%. Средната млечност за доен период е 60 – 90 l.